# Ștefan Pop
Ștefan Pop (* 1987 in Bistrița) ist ein rumänischer Opernsänger der Stimmlage Tenor.

## Leben
Ștefan Pop absolvierte sein Gesangsstudium an der Musikakademie Gheorghe Dima in Cluj-Napoca. Er war erster Preisträger einiger internationaler Gesangswettbewerbe und sammelte seine ersten Opernerfahrungen als Paolino in Il matrimonio segreto an der Ungarischen Oper in Cluj-Napoca und als Nemorino in L’elisir d’amore an der Rumänischen Nationaloper in Timișoara.

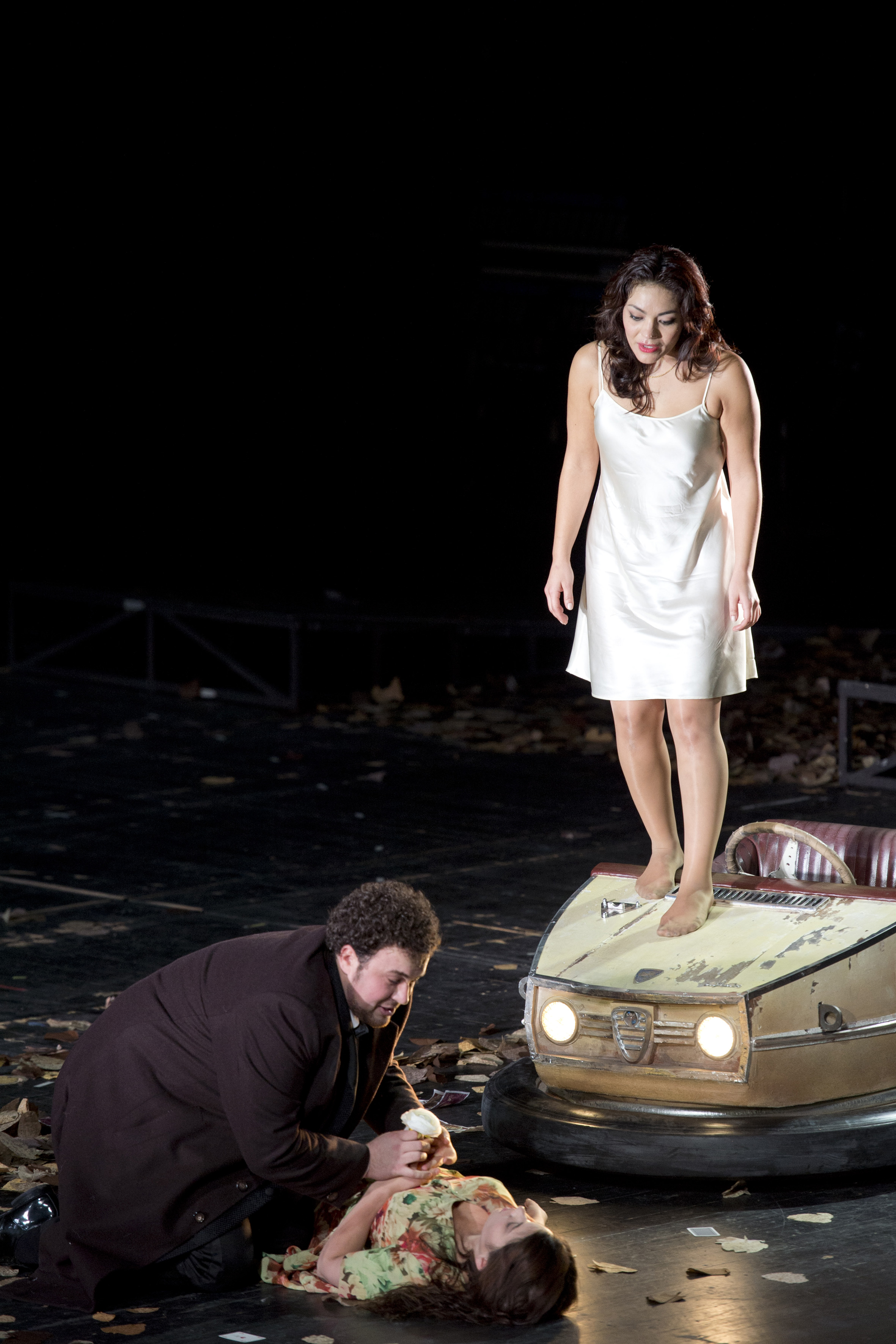
Als Alfredo in Hamburg, mit Ailyn Pérez als Violetta, 2013

Im Dezember 2009 gab er sein internationales Debüt als Alfredo La traviata unter Gianluigi Gelmetti am Teatro dell’Opera di Roma. Er sang diese Rolle auch an der Griechischen Nationaloper in Athen, der Wiener Staatsoper, den Opernhäusern von Triest, Genua und Palermo, der Hamburgischen Staatsoper (mit Edita Gruberová), in den Ruinen von Sanxay, der Opera Națională București, der Oper Frankfurt und der Israeli Opera in Tel Aviv.
Das Repertoire des lyrischen Tenors umfasst unter anderem die Rollen Nemorino, Alfredo, Duca di Mantova und Rodolfo. Den Nemorino sang er auch 2010 am Teatro Giuseppe Verdi in Triest und an der Hamburgischen Staatsoper, 2012 an der Opéra de Lausanne und am Royal Opera House in London, 2014 an der Opéra de Monaco. Den Duca di Mantova sang er erstmals an der Oper von Seoul, danach an der Pariser Oper, schließlich auch an der Deutschen Oper am Rhein in Düsseldorf und Duisburg, am Teatro Carlo Felice von Genua und am Teatro San Carlo in Napoli, sowie an der Hamburgischen Staatsoper. Den Rodolfo sang er unter anderem in der Saison 2022/23 an der Staatsoper Unter den Linden, Berlin.
2011 gab Pop seine Rollendebüts als Elvino in La sonnambula an der Wiener Staatsoper und als Cassio in Verdis Otello am Opernhaus Zürich, 2013 als Sänger in Der Rosenkavalier (wiederum in Zürich), sowie 2014 als Gounods Faust in Rijeka und Hongkong und als Rudolfo in Puccinis La Bohème in der Salle Pleyel in Paris. 2014 wurde er eingeladen, in Harry Kupfers monumentaler Rosenkavalier-Inszenierung bei den Salzburger Festspielen den Sänger zu geben.
Auf dem Konzertpodium war der Tenor mit fast allen rumänischen Orchestern (Bukarest, Târgu Mureș, Iași, Timișoara und Oradea) zu hören. Im März 2009 sang er das Tenorsolo in der Uraufführung von György Kurtágs Colinda balada (op. 46) mit dem Orchester der Filarmonica de Stat Transilvania von Cluj-Napoca. In Konzerten mit Angela Gheorghiu in Seoul und Shanghai begeisterte er das Publikum mit Hits wie ’O sole mio oder Che gelida manina.
Im Sommer 2024 legte Ștefan Pop sein Debüt-Album Verdi Arias beim Label EuroArts vor, das von der Fachpresse positiv aufgenommen wurde.

## Auszeichnungen (Auswahl)
- 2010 6th International Music Competition Seoul – Erster Preis
- 2010 Operalia, Milano – Erster Preis und Publikumspreis